# Cheryl Claassen
Cheryl Claassen (24 de julio de 1953) es una arqueóloga y feminista estadounidense especializada en diversos temas. A lo largo de su carrera sus trabajos se han centrado en el estudio de los sitios arqueológicos conocidos como concheros, la sociología de la disciplina arqueológica, estudios de género, el periodo Arcaico en el sudeste de Estados Unidos; con amplios estudios tanto en Estados Unidos como en México.

## Trayectoria
Finalizó sus estudios de grado en 1975 en la Universidad de Arkansas localizada en la ciudad de Fayetteville (Arkansas). En el año 1982 obtuvo su doctorado en la Universidad de Harvard. A su vez, desde el año 1983 se desempeña como docente en la Appalachian State University (Boone, Carolina del Norte).
Esta investigadora ha realizado estudios en diversos temas arqueológicos. Inicialmente se dedicó al estudio arqueomalacológico de concheros, especialmente en el sudeste de Estados Unidos. También ha profundizado en el estudio de las culturas mesoamericanas, el simbolismo precolombino y las culturas mexicanas. Posteriormente, ha focalizado sus estudios en el estudio sociológico y teórico de la disciplina arqueológica. A su vez, desde la década de 1990 ha realizado diversas investigaciones dentro de la arqueología de género, movimientos feministas.
A partir de su carrera ha publicado y editado numerosos artículos científicos y varios libros. De estos se destacan: Women in Archaeology, publicado en 1994, en el que documenta y analiza los intentos de excluir a las mujeres de la arqueología y el androcentrismo que esta práctica generó en el conocimiento arqueológico; y Shells (1999, publicado por Cambridge University Press), en el que realiza un tratamiento enciclopédico del análisis de conchas de moluscos como material para arqueólogos y paleontólogos profesionales. Por último, en el año 2004 publicó un libro titulado Whistling Women: A Study of the Lives of Older Lesbians, en el que repasa la vida de 44 lesbianas que vivieron desde la Gran Depresión hasta comienzos del siglo XXI, en el que colabora en comprender la historia de las lesbianas y documenta las luchas y los logros de las mujeres que la vivieron.

## Algunos libros publicados
- Claassen, Cheryl. 1988. Shells. Cambridge University Press.
- Claassen, Cheryl. 1994. Women in Archaeology. University of Pennsylvania Press.
- Claassen, Cheryl y Joyce, Rosemary A. 1997. Women in Prehistory. North America and Mesoamerica. University of Pennsylvania Press.
- Claassen, Cheryl. 2005. Whistling Women. A Study of the Lives of Older Lesbians. Haworth Press.
- Claassen, Cheryl. 2010. Feasting with Shellfish in the Southern Ohio Valley. Archaic Sacred Sites and Rituals. University of Tennessee Press.
- Claassen, Cheryl. 2015. Beliefs and Rituals in Archaic Eastern North America. An Interpretive Guide. University of Alabama Press.
- Claassen, Cheryl. 2016. Native American Landscapes: An Engendered Perspective. University of Tennessee Press.
- Claassen, Cheryl y Ammon, Laura. 2022. Religion in Sixteenth-Century Mexico. A Guide to Aztec and Catholic Beliefs and Practices. Cambridge University Press
- Claassen, Cheryl. 2023. Landscapes of Ritual Performance in Eastern North America. Oxbow Books, Limited.